# Küchmeister- und Lietzo’sches Familienstipendium in Zerbst
Das Küchmeister- und Lietzo’sche Familienstipendium ist eine Stiftung des privaten Rechts mit Sitz in Zerbst und gehört zu den ältesten Stiftungen Deutschlands. Diese „mildtätige“ Familienstiftung ist seit der Reformationszeit auf Martin Luthers Initiative beauftragt mit der Förderung von Oberschülern und Studenten. Diese sind meist Nachkommen der Stifter. Der Name der Stiftung geht zurück auf das mittelalterliche Dienstadelsgeschlecht der Küchmeister (auch Kokemester oder Coci) sowie eine mittelalterliche Zerbster Bürgerfamilie namens Lyczowe oder Lietzo, die aus der slawischen Urbevölkerung Anhalts stammte.

## Die Arbeit der Stiftung
Das Küchmeister- und Lietzo’sche Familienstipendium ist, wie der Name sagt, eine Stipendienstiftung. Die Pachterträge der heute noch vorhandenen Grundstücke werden jedes Jahr im November unter den Stipendiaten der Stiftung verteilt, wobei diese Beträge (im Gegensatz zu früher) nur noch kleinere Zuschüsse zu den Studienkosten darstellen. Jeder Nachfahre einer der Stiftungsfamilien, im Inland oder Ausland, kann einen Antrag auf Unterstützung stellen („Stipendium“), wenn er oder sie
(a) als Student(in) an einer Hochschule eingeschrieben ist, oder
(b) Oberschüler(in) der letzten Klassen ist, an einem Gymnasium oder einer ähnlichen weiterführenden Schule.
Eine weitere Möglichkeit besteht in der gezielten Förderung von mit dem Studium verbundenen Aktivitäten, wie der Teilfinanzierung eines Auslandspraktikums oder die Gewährung eines Druckzuschusses für eine Universitätsarbeit oder ähnliches, sofern für Studium und akademisches Fortkommen relevant. Die Stiftung kann auch Aktivitäten zur Stiftungsgeschichte selbst fördern und leistet damit einen Beitrag zur Erforschung der Regionalgeschichte.
Der Kreis der Antragsberechtigten ist sehr groß und geht schätzungsweise in die hunderttausende wegen der vielen seit Gründung vergangenen Generationen, die zu einem ständigen Anwachsen der Nachkommenzahl und Vermischung vieler Familien in ganz Deutschland und darüber hinaus geführt haben. Berechtigte leben heute, soweit bekannt, außer in verschiedenen deutschen Regionen in der Schweiz, Frankreich, Schweden, Brasilien und den USA.

## Gründung
Das Küchmeister- und Lietzo’sche Familienstipendium ist nach seinem Alter und seiner Rechtsgeschichte eine der ungewöhnlichsten Stiftungen Deutschlands. Über 650 Jahre alt, ist sie im Jahre 1359 von einem Gefolgsmann des Fürsten von Anhalt gegründet worden, Nicolaus Coci (Küchmeister), der wegen seiner in Kriegen oder im Frieden begangenen Sünden hoffte, auf diese Weise doch noch ins Paradies zu gelangen. Im Mittelalter war es eine unter Adligen weitverbreitete Sitte, durch die Stiftung großer Ländereien Altarlehen zu gründen und Geistliche dafür zu bestimmten Gedenktagen für die Seele des Stifters und seiner Nachfahren beten zu lassen. Im Jahre 1380 gründete Nicolaus Coci zusammen mit seinem Bruder, einem Geistlichen, ein weiteres Altarlehen. Die Nachfahren des Stifters waren als Patrone berechtigt, jeweils den Empfänger der Einnahmen zu bestimmen. In der Regel war dies ein bestimmter Priester der Kirche St. Nikolai in Zerbst, der dem von den Küchmeister bedachten Altar zugedacht war. Im rechtlichen Sinne war der Altar (d. h. der Heilige, dem der Altar gewidmet war) „Eigentümer“ des Stiftungsvermögens. Damit gehörten die beiden Küchmeister’schen Altarlehen zum mittelalterlichen Pfründenwesen.
Zur Zeit der Reformation des 16. Jahrhunderts aber wandelte die Stiftung ihr Gesicht. Statt die Pfründe des Mittelalters der Kirche zukommen zu lassen, wurden die Einnahmen fortan zur Ausbildung der Nachfahren der Stifter verwendet. Aufgrund eines Rechtsgutachtens des Reformators Martin Luther an den Rat der Stadt Zerbst von 1525 wurde diese Stiftung umgewandelt: Im Zuge der Reformation hatte der Rat der Stadt Zerbst der Kirche zahlreiche Pfründen und Altarlehen der Kirche beschlagnahmt. Auf Initiative Luthers wurden diese Stiftungen – nach Konsultation mit den Patronen, die ihr Patronatsrecht auch heute noch ausübten – verschiedenen neuen Zwecken zugeführt. Einer der Hauptzwecke der Reformation war die Förderung der „blühenden Jugend“. Mehrere voneinander ursprünglich getrennte Stiftungen von Zerbst (das Lietzo’sche Benefizium von etwa 1450, das Winkele’sche Altarlehen von 1378 und die beiden Küchmeister’schen Lehen) wurden nun zusammengeführt und bildeten eine Institution zur Förderung der Ausbildung. Da aus den beschlagnahmten Altarlehen eine ganze Reihe gleichartige Stiftungen entstanden waren, wurden so die meisten Nachkommen alteingesessener Zerbster Familien mit Stipendien bedacht. Die seinerzeit als „mildtätig“ bezeichnete Stiftung war damit Teil des sozialen Netzes des Herzogtums Anhalt geworden, zu dem eine Reihe umgewandelter mittelalterliche Pfründen beitrugen. Das mittelalterliche Patronatsrecht lebte in der Form fort, dass die Nachfahren der Patrone das Recht behielten, die Verteilung der Stiftungseinnahmen vorzunehmen.
Seither werden Stipendien an die Nachfahren der Stifter bezahlt. Die Zahl dieser Nachfahren beläuft sich auf zumindest, wie oben erwähnt, in die hunderttausende, oder vielleicht bereits eine halbe Million Menschen weltweit, wobei diese es meist nicht wissen, da das Wissen um die Stiftungstradition oft nicht weitergegeben wird. Einige Familien konnten durch die Förderung in den Gelehrtenstand aufsteigen, wozu insbesondere die bedeutende Theologen- und Professoren-Familie Nitzsch gehört. Ursprünglich lebten die meisten Nachfahren im Raum Zerbst, doch bereits im 16. Jahrhundert gab es einen Zweig in Hamburg (Kokemester) und Nachbargebieten Anhalts. Durch natürliche Bevölkerungsbewegung und -mischung hat sich die Zahl der „Erben“ des alten Stiftungs-Patronats („Destinatäre“) erheblich vervielfacht. Seit dem 19. Jahrhundert gibt es zahlreiche Destinatäre in Schweden und Brasilien, seit dem 20. Jahrhundert auch in den USA, Frankreich, Schweiz, Äthiopien und zahlreichen anderen Ländern. Obwohl im formellen Sinne Familienstiftung, ist die Stiftung damit eine fördernde Stiftung geworden, die potentiell weiten Bevölkerungsteilen ein Anrecht auf Stipendienzahlung gibt.

## Stiftungsbesitz
Die Stiftung besitzt seit dem 14. Jahrhundert Ackerland um Zerbst herum. Zusätzlich bestanden bis zur Mitte des 19. Jahrhunderts Zinsrechte auf Bauernland, die dann aber in rechtlichen Reformen abgeschafft wurden. Stattdessen erwarb die Stiftung ein Grundstück in Zerbst, das aber in der DDR-Zeit zum Wohnungsbau enteignet wurde. Die Stiftung wurde in der DDR-Zeit nie aufgelöst. Ihre Verwalter gerieten aber in eine Situation, in der sie in den 1970er bis 1980er Jahren große Teile der Ländereien (meist ohne Vollmacht) verkauften. Damit besitzt die Stiftung nur noch 25 % ihres ursprünglichen Vermögens. Da jedoch ein Teil im Gewerbegebiet liegt, werden noch immer Einnahmen erzielt. Dieses noch erhaltene Grundstück, genannt „die Breithufen vor dem Frauentor“, stammt aus der Lehnsstiftung des Nicolaus Coci des Jahres 1380.

## Verwaltung der Stiftung
Aufgrund des Patronatsrechts wurde die Verteilung der Einnahmen seit der Stiftungsgründung im Mittelalter durch die „Patrone“ (Erben der Stifter) verfügt. Seit etwa 1525, nach der Umwandlung durch Martin Luther, den Rat der Stadt Zerbst und die Stiftungspatrone, werden die Einnahmen als Stipendien an Gymnasiasten und Studenten jährlich nach Martini (11. November, dem alten Pachtzahlungstermin) ausgezahlt. Da die Patrone seit dem 16. Jahrhundert immer zahlreicher wurden, übernahm die Geschäfte der Verwaltung im Namen aller Patrone der jeweilige Älteste der Familie, der seit dem ausgehenden 16. Jahrhundert Collator (Pfründen-Einnehmer und -Verteiler) genannt wird. Er hatte die Verteilung aber immer mit den anderen Patronen abzustimmen.
Die Aufsicht der Stiftung, und damit auch die Bestätigung der Verteilungslisten, oblag im 16. Jahrhundert dem Rat der Stadt Zerbst. Um 1600 übernahm diese der Fürst von Anhalt, unter Berufung auf seine Eigenschaft als Lehnsherr, und gab der Stiftung, die aus mehreren Lehnsstiftungen zusammengesetzt war, am 30. Mai 1600 ein neues Statut, das seither als Gründungsdokument gilt. Der Zweck der Stiftung, Ausbildungsförderung, ist darin bestimmt. Die Familienversammlung regelte 1798 die Stipendienverteilung in einem neuen Statut, das vom Fürsten bestätigt wurde. Eine neue Satzung wurde darauf 1831 von der Familienversammlung beschlossen und von Leopold IV., Herzog von Anhalt-Dessau bestätigt; diese wurde nach mehreren Änderungen durch eine neue Satzung 1884 abgelöst (bestätigt von Friedrich I., Herzog von Anhalt). Diese galt, bis die Familienversammlung im Jahr 2000 eine zeitgemäßere Satzung verabschiedete.
Die Stiftungsaufsicht wurde seit 1600 von Fürstlichen Beamten durchgeführt, im Wesentlichen durch das für Bildungs- und Kirchensachen zuständige Herzogliche Konsistorium in Zerbst (nach Verschmelzung der Herzogtümer Anhalt-Zerbst und Anhalt-Dessau in Dessau), zeitweise auch durch das Herzogliche Justizamt. Nach der Trennung von Kirche und Staat 1919 wurde die Aufsicht formell den Staatsbehörden übertragen, de facto aber bis 1993 im Wesentlichen durch den Ev. Landeskirchenrat in Dessau durchgeführt, da diese die Akten des Konsistoriums übernahmen, auch jene Stiftungsakten, die nicht in ihre Zuständigkeit fielen. Bei Untersuchungen zur Rechtsform von Stiftungen im neuen Land Sachsen-Anhalt wurde dies 1993 als rechtsfehlerhaft erkannt. Die Aufsicht wurde seither wie gesetzlich für private Stiftungen vorgeschrieben durch das Regierungspräsidium Dessau (später Landesverwaltungsamt Sachsen-Anhalt in Halle) durchgeführt. In einem längeren Prozess zwischen Landeskirche und Landesbehörden wurde die Rechtsstellung der Stiftung als private Stiftung bestätigt; die Ansicht der Landeskirche, sie sei wegen des Ursprunges als Altarstiftung eine kirchliche Stiftung, wurde in jeder Instanz abgelehnt (bestätigt vom Bundesverwaltungsgericht Berlin 1999).
An der Spitze der Stiftungsverwaltung steht bis heute im formellen Sinn der Kollator (als Vertreter der "Patrone"), der seit dem 17. Jahrhundert alle drei Jahre wechselt und somit nach und nach durch alle beteiligten Familienzweige rotiert. Da dies nach den Stiftungsregeln immer der Älteste der Stiftungsangehörigen sein musste, war dies gelegentlich eine dazu kaum geeignete Person. Als in der Mitte des 18. Jahrhunderts ein Blinder das Amt erhielt, der gerade der Älteste war, wurde ihm ein Verwalter zur Seite gestellt, den der Kollator zu benennen hatte (der sogenannte "Administrator"). Später waren es zeitweise Ausländer, d. h. Personen, die außerhalb des Fürstentums lebten. Der Administrator führt die Geschäfte der Stiftung im Namen des Kollators bis heute. Zur besseren Vertretung der unübersehbar gewordenen Zahl der Stiftungsangehörigen und der zahlreichen Zweige wurde im frühen 19. Jahrhundert ein Familienausschuss gegründet. Dieser bestätigt bis heute einmal im Jahr den vom Administrator vorgelegten Verteilungsplan. Weiterreichende Fragen werden der Familienversammlung vorgelegt, an der jeder Stiftungsangehörige teilnehmen kann.

## Nachweis der Zugehörigkeit und Antrag
Ein Stipendienantrag kann formlos mit Schul- bzw. Studiennachweisen bei dem Administrator gestellt werden (genaue Bestimmungen siehe die Satzung). Dem Antrag soll ein Nachweis der Abstammung von einem Stiftungsangehörigen (Destinatär) beigefügt werden. 
De facto bedeutet diese Bedingung, dass die Stiftung heimathistorische und genealogische Forschungen fördert, da viele Familien, die genealogische Verbindungen in den Raum Zerbst haben, auch Verbindungen zu den Stiftungsvätern haben können. Forschungen in den Zerbster Familiennetzwerken, die für die Stiftung ausgeführt werden, sind gleichzeitig ein Beitrag zur Kultur- und Regionalgeschichte.
Beim Nachweis der Abstammung von Stiftungsfamilien kann folgendes helfen: Aus den Stiftungsakten ist eine umfangreiche Liste von Personen zusammengestellt worden, die zur Stiftung gehören. Listen des 16. bis 17. Jahrhunderts wurden außerdem veröffentlicht – und ebenso 1832 eine Liste aller damals bekannten Stiftungsangehörigen. Außerdem sind als Hilfsmittel zur Zuordnung zu verschiedenen Zweigen der Stiftungsfamilien seit 1997 von Wolbert G. C. Smidt umfangreiche Stammtafeln herausgegeben worden, die auf den Stammbüchern, überlieferten Genealogien und Stiftungsarchivalien beruhen.

## Persönlichkeiten
Beispielhaft genannt werden mehrere Persönlichkeiten, die in der Stiftungsverwaltung aktiv waren bzw. ehemaligen Stipendiaten der Stiftung waren.
- Bartholomäus Ziegenhagen, Jurist und Kleriker, Mit-Reformer des Stiftungswesens in Zerbst im 16. Jahrhundert
- Johann Gottfried Bock (1747–1823), sächsischer Liederdichter, Collator der Stiftung
- Carl Ludwig Nitzsch (1751–1831), Generalsuperintendent von Wittenberg, Collator der Stiftung
- Friedrich Leopold Brunn (1758–1831), preußischer Prinzenerzieher, Collator der Stiftung
- Carl Immanuel Nitzsch (1787–1868), Theologieprofessor in Bonn und Berlin
- Franz Kindscher (1824–1905), Professor und Archivrat in Zerbst, Vorsitzender des Familienausschusses
- Heinrich Christoph Gottlieb Stier (1825–1896), Gymnasialdirektor in Zerbst, Publizist